# TrafficCompressor
TrafficCompressor — программа для сжатия интернет-трафика. Для работы программы требуется регистрация на её официальном сайте. По состоянию на март 2014 года сервис TrafficCompressor прекращает свою работу (сообщение на официальном сайте).
По состоянию на 16 декабря 2015 проект полностью закрыт, официальный сайт недоступен.

## Лицензия
Программа может работать как в бесплатном демо-режиме (с несколькими ограничениями), так и в режиме платной подписки (без ограничений).

### Ограничения бесплатного демо-режима
- Подключение к серверу с задержкой. Задержка зависит от количества пользователей, подключенных к серверам в данный момент.
- Соединение с сервером разрывается после загрузки нескольких мегабайт трафика (5-10 Мб) через TrafficCompressor. После разрыва соединения программа повторно становится в очередь на подключение к серверу.
- Экономия входящего трафика ниже на 20-25 %, чем при использовании платной подписки.
- Функция сжатия изображений на веб-страницах не доступна.

## Поддерживаемые виды трафика
TrafficCompressor может сжимать трафик следующих видов:
- Веб-страницы, изображения (с потерей качества) (протокол HTTP)
- Электронная почта (протоколы POP3, IMAP)
- Usenet (протокол NNTP)
- Службы мгновенного обмена сообщениями:
  - IRC (порты 6667—6670)
  - ICQ (порт 5190)
  - Yahoo! Messenger
  - Mail.ru Agent
  - Jabber (порт 5222)
  - Gadu-Gadu
  - Windows Live Messenger, MSN Messenger
- Онлайн-игры:
  - World of Warcraft
  - Lineage II
  - Warcraft, Diablo I и Diablo II
  - Arena Online
  - MU Online
  - Ragnarok Online
  - Ultima Online
  - Silkroad Online
  - KalOnline
  - Gambler
  - RF Online
  - Tibia